# Nationalratswahl in Österreich 1983
- SPÖ: 90
- FPÖ: 12
- ÖVP: 81

- Regierung: 102
- Opposition: 81

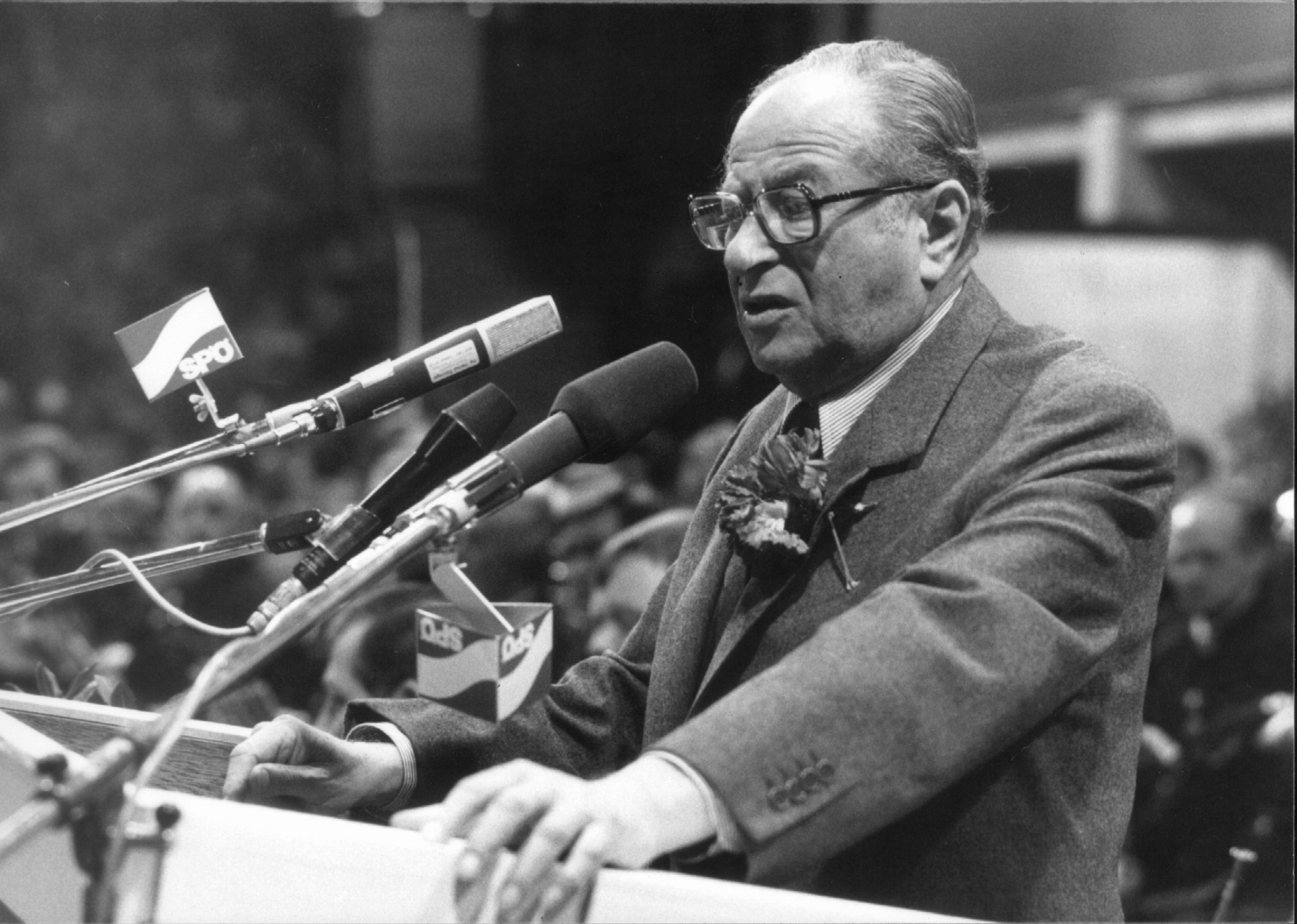
Der Bundeskanzler und Spitzenkandidat der SPÖ, Bruno Kreisky

Die Nationalratswahl am 24. April 1983 war die 16. Nationalratswahl in der Geschichte Österreichs. Stärkste Partei wurde die SPÖ von Bundeskanzler Bruno Kreisky, die Stimmen und Mandate sowie nach 12 Jahren ihre absolute Mehrheit verlor. Mit leichten Stimmen- und Mandatsgewinnen belegte die ÖVP von Alois Mock den zweiten Platz. Die FPÖ, die mit Norbert Steger als Spitzenkandidaten antrat, musste Stimmenverluste verbuchen, gewann jedoch ein Mandat hinzu. Weder die Vereinten Grünen Österreichs noch die Alternative Liste Österreich erreichten bei ihrem ersten Antreten ein Grundmandat.
Wahlberechtigt waren 5.316.436 Menschen. Die Wahlbeteiligung betrug 92,59 Prozent (1979: 92,24 Prozent).

## Hintergrund

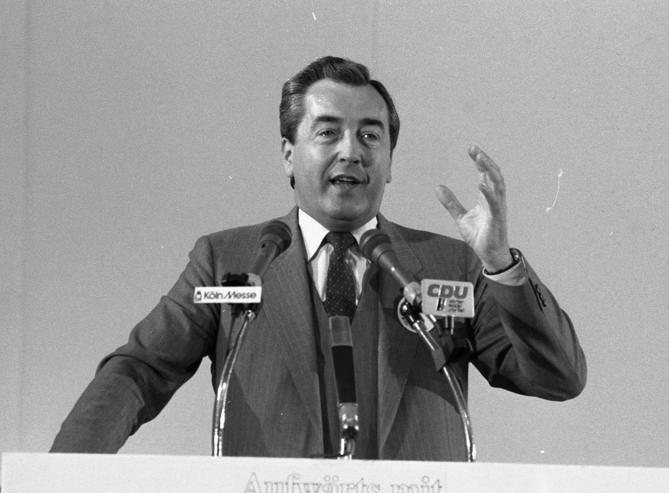
Der Spitzenkandidat der ÖVP, Alois Mock

Kreiskys vierte Regierungsperiode gestaltete sich schwierig. Der Gesundheitszustand des Bundeskanzlers verschlechterte sich stetig, was dazu führte, dass er im Wahlkampf bereits mehrmals pro Woche zur Dialyse musste.

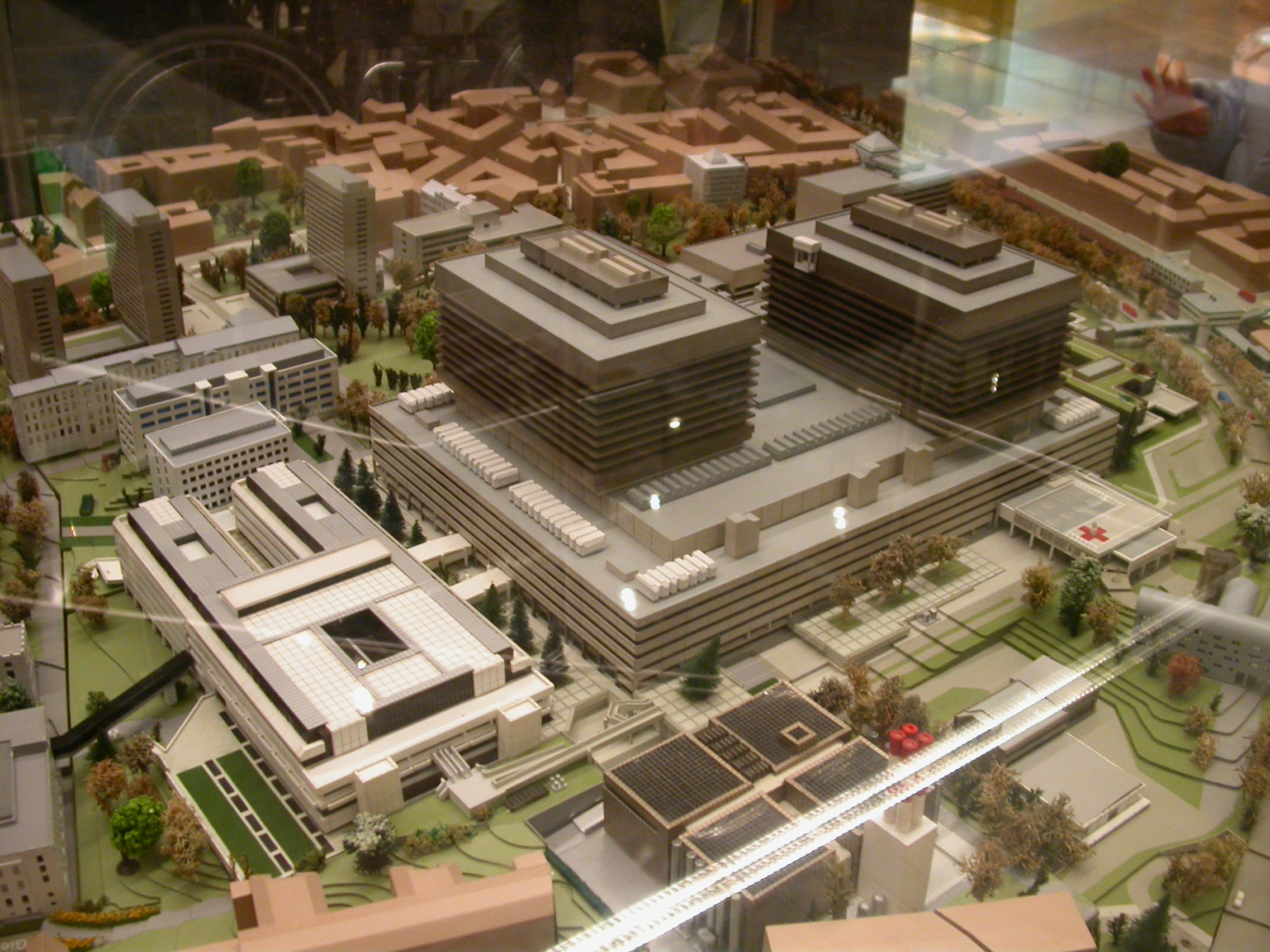
Modell des AKH

Die politische Karriere des ursprünglich als Kreisky-Nachfolger angesehenen charismatischen und damals erst 42-jährigen Finanzministers und Vizekanzlers Hannes Androsch scheiterte gen Ende 1980 an als unvereinbar mit seinem Staatsamt angesehenen Privatgeschäften.
Ausufernde Kosten und Schmiergelder beim Bau des Allgemeinen Krankenhauses (AKH-Skandal) hatte die regierende SPÖ stark unter Druck gebracht. Zudem wurde der Bau eines Konferenzzentrums (siehe Austria Center Vienna) trotz massiven Widerstandes der Bevölkerung realisiert. Ein Volksbegehren, das die ÖVP-Abgeordneten initiiert hatten, richtete sich gegen das Projekt und war mit 1.361.562 Unterschriften das erfolgreichste der Zweiten Republik (Liste der Volksbegehren in Österreich).
Aus der erfolgreichen Protestbewegung gegen das gebaute, aber nie in Betrieb genommene Kernkraftwerk Zwentendorf entstanden zwei grüne Parteien, die bei der Nationalratswahl 1983 gegeneinander antraten. Während sich die ALÖ links positionierte, fanden sich beim VGÖ konservative Teile der Ökologiebewegung zusammen.
Die FPÖ fuhr unter ihrem 1980 zum Obmann gewählten zentristischen Wirtschaftliberalen Norbert Steger das schlechteste Ergebnis der Parteigeschichte ein.
Die VGÖ scheiterten nicht zuletzt aufgrund einer Medienkampagne gegen ihren Spitzenkandidaten, den Schauspieler Herbert Fux. Dieser wurde mittels eines Interviews in der von Wolfgang Fellner herausgegebenen Zeitschrift Basta sexuell verunglimpft. Später wurde gerichtlich festgestellt, dass das Interview inhaltlich entstellt und teilweise frei erfunden war, der Image-Schaden für Fux war jedoch enorm und führte zu seiner Ablösung als VGÖ-Spitzenkandidat.

## Endergebnis
| Wahlwerber                                        | Stimmen   | Anteil  | Anteil  | Mandate | Mandate |
| Wahlwerber                                        | Stimmen   | 1983    | ±       | 1983    | ±       |
| ------------------------------------------------- | --------- | ------- | ------- | ------- | ------- |
| Sozialistische Partei Österreichs (SPÖ)           | 2.312.529 | 47,65 % | −3,38 % | 90      | −5      |
| Österreichische Volkspartei (ÖVP)                 | 2.097.808 | 43,22 % | +1,32 % | 81      | +4      |
| Freiheitliche Partei Österreichs (FPÖ)            | 241.789   | 4,98 %  | −1,08 % | 12      | +1      |
| Vereinte Grüne Österreichs – Liste Tollmann (VGÖ) | 93.798    | 1,93 %  | n.k.    | 0       | –       |
| Alternative Liste Österreichs (ALÖ)               | 65.816    | 1,36 %  | n.k.    | 0       | –       |
| Kommunistische Partei Österreichs (KPÖ)           | 31.912    | 0,66 %  | −0,30 % | 0       | ±0      |
| Österreich-Partei (ÖP)                            | 5.851     | 0,12 %  | n.k.    | 0       | –       |
| Ausländer-Halt-Bewegung (AUS)                     | 3.914     | 0,08 %  | n.k.    | 0       | –       |

n.k. = nicht kandidiert

## Ergebnisse in den Bundesländern
Hier werden die Ergebnisse in den Bundesländern aufgelistet.
| Partei | B     | K     | N     | O     | S     | St    | T     | V     | W     |
| ------ | ----- | ----- | ----- | ----- | ----- | ----- | ----- | ----- | ----- |
| SPÖ    | 51,35 | 52,93 | 45,88 | 46,31 | 41,33 | 49,45 | 34,84 | 27,32 | 56,57 |
| ÖVP    | 44,28 | 32,06 | 48,11 | 43,54 | 46,10 | 42,27 | 57,38 | 60,31 | 33,64 |
| FPÖ    | 02,22 | 10,72 | 03,02 | 05,96 | 07,96 | 03,97 | 04,41 | 07,22 | 04,38 |
| KPÖ    | 00,29 | 00,75 | 00,60 | 00,51 | 00,42 | 00,76 | 00,40 | 00,50 | 00,98 |
| VGÖ    | 00,99 | 02,04 | 01,51 | 02,31 | 02,74 | 01,55 | 01,53 | 02,65 | 02,28 |
| ALÖ    | 00,87 | 01,50 | 00,88 | 01,37 | 01,45 | 01,82 | 01,16 | 02,00 | 01,40 |
| ÖP     | –     | –     | –     | –     | –     | 00,18 | 00,28 | –     | 00,35 |
| AUS    | –     | –     | –     | –     | –     | –     | –     | –     | 00,40 |

## Folgen
| Parteien                            | Sitze |
| ----------------------------------- | ----- |
| Zweidrittelmehrheit (ab 122 Sitzen) |       |
| SPÖ, ÖVP                            | 171   |
| Absolute Mehrheit (ab 92 Sitzen)    |       |
| SPÖ, FPÖ                            | 102   |
| ÖVP, FPÖ                            | 93    |
| Sitze gesamt                        | 183   |

Nach dem Verlust der absoluten Mehrheit trat der zu diesem Zeitpunkt bereits sehr kranke Bundeskanzler Bruno Kreisky zurück. Es kam zu einer Regierungskoalition zwischen SPÖ und FPÖ. Neuer Bundeskanzler wurde Fred Sinowatz, der seit 1971 Bundesminister für Unterricht und Kunst sowie seit 1981 Vizekanzler war. FPÖ-Obmann Norbert Steger wurde Vizekanzler und Handelsminister. Die Bundesregierung Sinowatz nahm am 24. Mai 1983 ihre Arbeit auf. Bis zur nächsten Nationalratswahl amtierte ab 16. Juni 1986 die Bundesregierung Vranitzky I.